# Hell-O
«Hell-O» (рус. Привет) — четырнадцатый эпизод первого сезона американского музыкального телесериала «Хор», показанный телеканалом Fox 13 апреля 2009 года, после трёхмесячного перерыва По сюжету Сью Сильвестр решает саботировать отношения Рейчел Берри и Финна Хадсона, а Уилл Шустер пытается найти подход к Эмме Пилсберри. В эпизоде появляется персонаж Шелби Коркоран, биологической матери Рейчел, в исполнении актрисы и певицы Идины Мензель, а также Джесси Сент-Джеймс, вокалист хора «Вокальный адреналин», которого играет Джонатан Грофф. В серии прозвучали кавер-версии шести песен, пять из которых были выпущены в качестве синглов посредством цифровой дистрибуции и вошли в альбом Glee: The Music, Volume 3 Showstoppers.

## Сюжет
После отстранения Сью Сильвестр (Джейн Линч) от должности тренера команды поддержки в предыдущем эпизоде она шантажирует директора Фиггинса (Айкбал Теба), угрожая обнародовать компрометирующие фотографии, если он не вернёт ей место, и он соглашается. Финн Хадсон (Кори Монтейт) и Рейчел Берри (Лиа Мишель) начинают встречаться, хотя Финн ещё окончательно не расстался со своей экс-подругой Куинн Фабре (Дианна Агрон). Сью решает рассорить между собой хористов, и поручает Сантане (Ная Ривера) и Бриттани (Хизер Моррис) соблазнить Финна. Он оставляет Рейчел, однако после свидания сразу с двумя девушками он понимает, что хочет быть с Рейчел. Тем временем в библиотеке Рейчел знакомится с солистом «Вокального адреналина» Джесси Сент-Джеймсом (Джонатан Грофф), и после исполнения вместе с ним песни «Hello» Лайонела Риччи влюбляется в него. Когда остальные члены хора узнают, что Рейчел встречается с соперником, делают вывод, что Джесси использует её, чтобы пошпионить за «Новыми горизонтами», и угрожают исключить её из хора, если она не расстанется с ним. Она решает держать их отношения в тайне, и Джесси соглашается.
Эмма Пилсберри (Джейма Мейс) начинает встречаться с руководителем хора Уиллом Шустером (Мэтью Моррисон). Она признаётся, что ещё никогда не была в интимных отношениях с мужчиной, и её обсессивно-компульсивное расстройство причиняет ей неудобство даже при поцелуе, и просит его не спешить в отношениях. Уилл вместе с ней поёт песню «Hello Again» Нила Даймонда. В один из вечеров, когда Эмма готовит ужин для Уилла у него дома, приходит его жена, Терри (Джессалин Гилсиг), чтобы забрать вещи, и рассказывает, что песня «Hello Again» имеет особое значение для них, так как была на выпускном вечере в 1993 году. Эмма решает, что Уилл ещё не забыл Терри.
Уилл наведывается в школу Кармел, где встречается с руководителем «Вокального адреналина» Шелби Коркоран (Идина Мензель). В конечном итоге они заводят разговор и отправляются в квартиру Уилла, где он рассказывает ей о проблемах с Эммой. Шелби говорит ему, что 15 лет отношений с Терри сделали его неспособным построить новые с кем-либо другим, и потому он должен некоторое время побыть один.
Эмма находит копию ежегодного альбома, где слова Терри подтверждаются — песня «Hello Again» действительно была на выпускном Шустера и Терри, и она решает повременить с отношениями. Эпизод заканчивается исполнением песни «Hello, Goodbye» группы The Beatles, за которым наблюдает Эмма.

## Реакция
Эпизод посмотрели 13,66 млн американских телезрителей, а процентный рейтинг просмотров составил 5.6/15, что стало лучшим результатом на тот момент с выхода пилотного эпизода, увеличив рейтинг на 46 %, и вторым на текущий момент, уступая только серии «The Sue Sylvester Shuffle», вышедшей после трансляции матча Супербоул, которую посмотрели более 35 млн человек. В Канаде эпизод занял 9 строчку в списке самых рейтинговых программ недели; его посмотрели 2,12 млн человек, что также стало самым высоким результатом сериала на тот момент. Собственный рекорд сериал побил и в Великобритании: «Hell-O» посмотрели 2,41 млн телезрителей, что сделало его самым популярным шоу на неделю на кабельных телеканалах. В Австралии серию увидели 1,27 млн человек, что сделало её семнадцатой в недельном рейтинге. Серия получила смешанные отзывы критиков. Бретт Бёрк из Vanity Fair и Бобби Хакинсон из Houston Chronicle посчитали его в некоторых моментах нелогичным и непоследовательным, а Эрик Голдман из IGN отметил, что после сюжетного поворота в предыдущем эпизоде создатели слишком поторопились с окончанием отношений Эммы и Уилла, хотя оценил эпизод в 8.5 баллов из 10.